# 馬快
馬快（1516年—？），字汝礪，直隸廣平府廣平縣人，民籍，明朝政治人物。

## 生平
嘉靖二十二年（1543年）癸卯科順天府鄉試第六名舉人。嘉靖二十三年（1544年）中式甲辰科會試第一百四十二名，登第三甲第九十六名進士。歷官平遥、長清二知縣。

## 家族
曾祖馬祥；祖父馬宏；父馬政，訓導。母李氏。永感下。兄馬慎。